# 심 비디오 게임 목록
아래는 심(Sim) 게임, 확장팩, 컴필레이션의 완전한 목록이다. 대부분의 게임은 맥시스에 의해 개발되었으며 배급은 맥시스(1997년 이전, 즉 일렉트로닉 아츠에 의한 인수 이전) 또는 일렉트로닉 아츠(1997년 이후)에 의해 수행되었다.
| 1989 | 심시티                  |
| 1990 | 심어스                  |
| 1991 | 심앤트                  |
| 1992 | 심라이프                |
| 1993 | 심팜                    |
| 1993 | 심시티 2000             |
| 1994 | 심타워                  |
| 1994 | 심헬스                  |
| 1995 | 심아일                  |
| 1995 | 심타운                  |
| 1996 | 심골프                  |
| 1996 | 심콥터                  |
| 1996 | 심튠                    |
| 1996 | 심파크                  |
| 1997 | 스트리트 오브 심시티    |
| 1998 | 심사파리                |
| 1999 | 심시티 3000             |
| 1999 | 심 테마 파크            |
| 2000 | 심즈                    |
| 2001 | 심코스터                |
| 2002 | 심즈 온라인             |
| 2003 | 심시티 4                |
| 2004 | 심즈 2                  |
| 2005 |                         |
| 2006 |                         |
| 2007 | 심즈 스토리             |
| 2007 | 심시티 소사이어티       |
| 2007 | 마이심즈                |
| 2008 | 스포어                  |
| 2008 | 마이 심즈 심들의 왕국   |
| 2008 | 심즈 카니발             |
| 2008 | 심애니멀                |
| 2009 | 마이심즈 파티           |
| 2009 | 심즈 3                  |
| 2009 | 마이심즈 레이싱         |
| 2009 | 심애니멀 아프리카       |
| 2009 | 마이심즈 에이전트       |
| 2010 | 마이심즈 스카이히어로즈 |
| 2011 | 심즈 미디어블           |
| 2011 | 심즈 소셜               |
| 2012 | 심시티 소셜             |
| 2013 | 심시티                  |
| 2014 | 심즈 4                  |

## 심시티 시리즈
- 심시티 (1989)
- 심시티 2000
- 심시티 64
- 심시티 3000
- 심시티 4
  - 심시티 4: 러시아워
- 심시티 DS
- 심시티 소사이어티
  - 심시티 소사이어티: 데스티네이션
- 심시티 DS 2
- 심시티: 나만의 도시
- 심시티 소셜
- 심시티 (2013)
  - 심시티: 미래도시

### 컴필레이션 팩
- 심시티 2000 스페셜 에디션
- 심시티 3000 언리미티드
- 심시티 4 디럭스 에디션
- 심시티

## 기타 심 게임
- 심어스
- 심앤트
- 심라이프
- 심팜
- SimRefinery
- 심타워
- 심콥터
- 스트리트 오브 심시티
- 심헬스
- 심아일
- 심타운
- 심파크
- 심골프
- 심튠
- 심사파리
- 심 테마 파크 (유럽에서는 "테마 파크 월드"로 출시)
- 심코스터 (유럽에서는 "Theme Park Inc."로 출시)
- 시드 마이어의 심골프
- 심즈 카니발
- 심애니멀

### 컴필레이션 팩
- 심 마니아
- 심 컬렉션
- 심 마니아 2
- 심 마니아 3

## 취소된 게임
- 심즈빌 - 심즈 2 개발로 인해 취소.
- 심마스 - 상기와 동일.
- 마이심즈 소셜(MySims Social) - (Unseen64를 통해). 심즈와 심시티 소셜을 페이스북을 통해 런칭할 계획이었으나 완수되지 않음.
- 도시의 심즈 2(The Urbz 2)

### 종료된 게임
아래의 게임들은 종료되어 더 이상 플레이할 수 없다:
- 심즈 온라인 - 2008년 8월 1일 종료.
- 심즈 소셜 - 2013년 6월 14일 종료.
- 심시티 소셜 - 2013년 6월 14일 종료.

또, 심즈 세상 밖으로(The Sims Bustin' Out)의 온라인 모드와 PC 버전의 마이심즈는 각각 2008년 8월 1일, 2011년 6월에 중단되었다.